# Hazel O’Connor

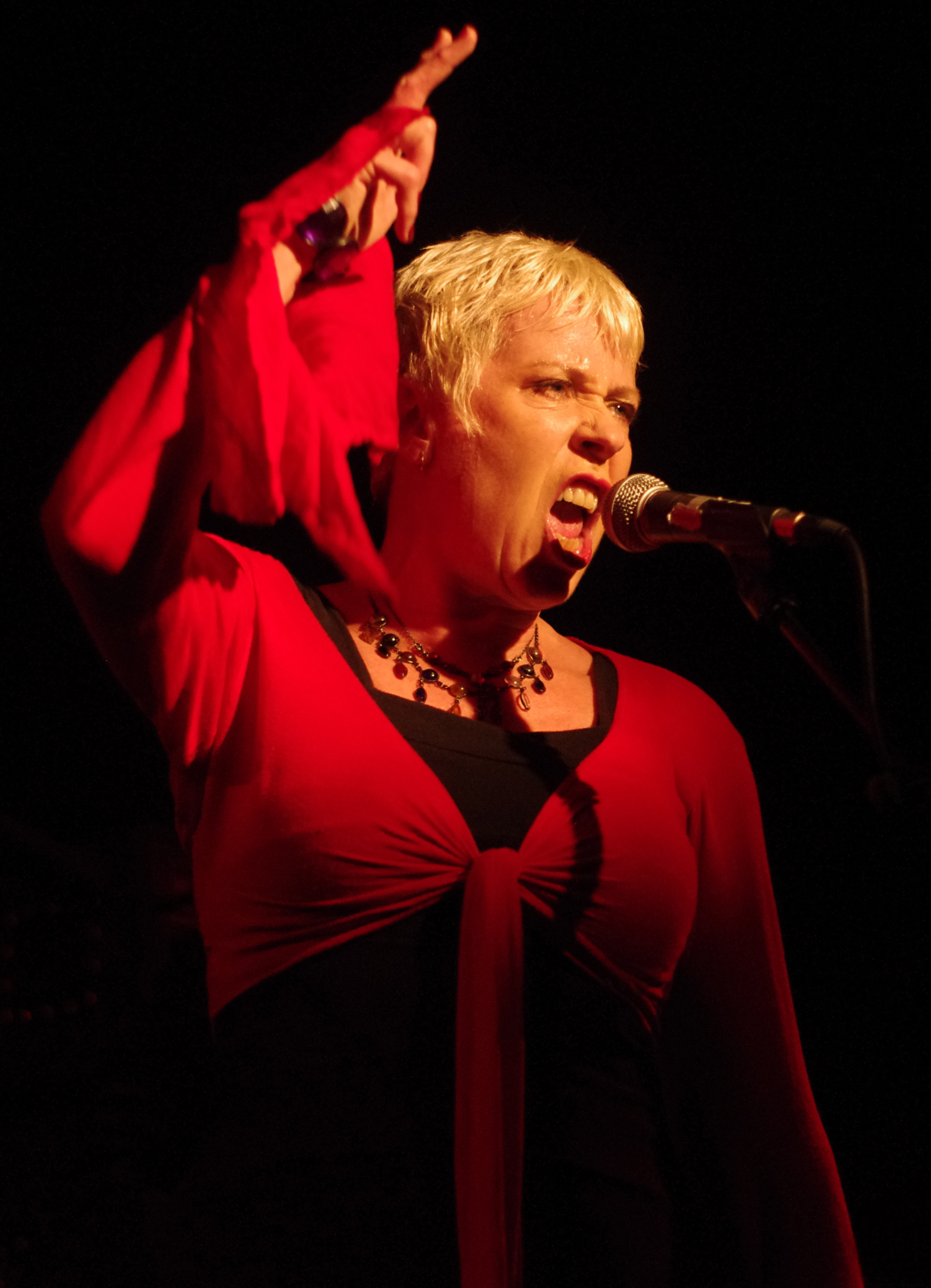
Hazel O’Connor 2010

Hazel O’Connor (* 16. Mai 1955 in Coventry, Vereinigtes Königreich) ist eine englische Singer-Songwriterin und Schauspielerin.

## Karriere
Hazel O’Connor wurde bekannt als Hauptdarstellerin des Musikfilms Breaking Glass aus dem Jahr 1980 sowie durch den gleichnamigen Soundtrack zum Film, den sie komponiert hatte. 
Danach veröffentlichte sie eine Reihe weiterer Alben und hatte mehrere Rollen als Darstellerin in Produktionen für das Fernsehen, konnte jedoch den Erfolg von Breaking Glass nicht wiederholen. Heute lebt sie in Irland und ist nach wie vor als Musikerin und Songwriterin aktiv.

## Diskografie

### Alben
| Jahr | Titel          | Höchstplatzierung, Gesamtwochen, AuszeichnungChartsChartplatzierungen (Jahr, Titel, Platzierungen, Wochen, Auszeichnungen, Anmerkungen) | Anmerkungen                |
| Jahr | Titel          | UK | Anmerkungen                |
| ---- | -------------- | --- | -------------------------- |
| 1980 | Breaking Glass | UK5 Gold · (38 Wo.)UK | Erstveröffentlichung: 1980 |
| 1981 | Cover Plus     | UK32 (7 Wo.)UK | Erstveröffentlichung: 1981 |

Weitere Studioalben
- 1980: Sons And Lovers
- 1984: Smile
- 1993: To Be Freed
- 1995: Private Wars
- 1998: 5 In The Morning
- 2005: Hidden Heart

Livealben / Kompilationen
- 1993: Over The Moon…Live
- 1997: Live In Berlin
- 2000: Beyond the Breaking Glass
- 2002: Acoustically Yours
- 2002: Ignite
- 2003: A Singular Collection – The Best Of Hazel O’Connor

### Singles
| Jahr | Titel Album                                | Höchstplatzierung, Gesamtwochen, AuszeichnungChartsChartplatzierungen (Jahr, Titel, Album, Platzierungen, Wochen, Auszeichnungen, Anmerkungen) | Anmerkungen                |
| Jahr | Titel Album                                | UK | Anmerkungen                |
| ---- | ------------------------------------------ | --- | -------------------------- |
| 1980 | Eighth Day Breaking Glass                  | UK5 Silber · (80 Wo.)UK | Erstveröffentlichung: 1980 |
| 1980 | Give Me An Inch Breaking Glass             | UK41 (4 Wo.)UK | Erstveröffentlichung: 1980 |
| 1981 | D-Days Sons And Lovers                     | UK10 Silber · (9 Wo.)UK | Erstveröffentlichung: 1981 |
| 1981 | Will You Breaking Glass                    | UK8 Silber · (10 Wo.)UK | Erstveröffentlichung: 1981 |
| 1981 | (Cover Plus) We’re All Grown Up Cover Plus | UK41 (6 Wo.)UK | Erstveröffentlichung: 1981 |
| 1981 | Hanging Around Cover Plus                  | UK45 (3 Wo.)UK | Erstveröffentlichung: 1981 |
| 1982 | Calls The Tune                             | UK60 (3 Wo.)UK | Erstveröffentlichung: 1982 |
| 1984 | Don’t Touch Me Smile                       | UK81 (6 Wo.)UK | Erstveröffentlichung: 1984 |

Weitere Singles
- 1984: Just Good Friends
- 1984: Cuts Too Deep
- 1985: Stranger In A Strange Land
- 1985: Why Don’t You Answer
- 1985: Push And Shove (mit Chris Thompson)
- 1986: Fighting Back
- 1986: Today Could Be So Good
- 1987: And I Dream (mit David Easter)
- 1990: Heat Of The Night
- 1993: My Friend Jack
- 1998: Na, Na, Na
- 2004: One More Try

## Filme
- Breaking Glass (1980)